# 1975年世界柔道選手権大会
1975年世界柔道選手権大会（第9回世界柔道選手権大会）はオーストリア・ウィーンのウィーン市民ホールで1975年の10月23日から10月25日まで開催された。

## 大会概要
前回大会までは予選で一度敗れても敗者復活戦を勝ち上がれば優勝できるシステムとなっていた。その後、このシステムに対して疑問が投げかけられたことで、1975年にIJFは途中で負けた選手は最高でも3位にまでしかなれないようにルール改正を行い、今大会からさっそく施行されることになった。また、今大会より有効と効果ポイントが導入された。

## メダリスト

### 男子
| 階級       | 金                         | 銀                     | 銅                                                |
| ---------- | -------------------------- | ---------------------- | ------------------------------------------------- |
| 63kg以下級 | 南喜陽                     | 柏崎克彦               | フェリーチェ・マリアーニ トルステン・ライスマン   |
| 70kg以下級 | ウラジミール・ネフゾロフ   | ワレリー・ドボイニコフ | 秋本勝則 蔵本孝二                                 |
| 80kg以下級 | 藤猪省三                   | 原吉実                 | アダム・アダムチク ジャン＝ポール・コシュ         |
| 93kg以下級 | ジャン＝リュック・ルージェ | 石橋道紀               | ビクトル・ベタノフ ラマズ・ハルシラーゼ           |
| 93kg超級   | 遠藤純男                   | セルゲイ・ノヴィコフ   | パク・チョンキル 高木長之助                       |
| 無差別級   | 上村春樹                   | 二宮和弘               | ショータ・チョチョシビリ ディートマー・ローレンツ |

### 各国メダル数
| 順 | 国・地域     | 金 | 銀 | 銅 | 計 |
| -- | ------------ | -- | -- | -- | -- |
| 1  | 日本         | 4  | 4  | 3  | 11 |
| 2  | ソビエト連邦 | 1  | 2  | 3  | 6  |
| 3  | フランス     | 1  | 0  | 1  | 2  |
| 4  | 東ドイツ     | 0  | 0  | 2  | 2  |
| 5  | イタリア     | 0  | 0  | 1  | 1  |
| 5  | ポーランド   | 0  | 0  | 1  | 1  |
| 5  | 北朝鮮       | 0  | 0  | 1  | 1  |